# Charles Hermite
Pour les articles homonymes, voir Hermite.
Charles Hermite (1822-1901) est un mathématicien français. Ses travaux concernent surtout la théorie des nombres, les formes quadratiques, les polynômes orthogonaux, les fonctions elliptiques et les équations différentielles. Plusieurs entités mathématiques sont qualifiées d'hermitiennes en son honneur. Il est aussi connu comme l'un des premiers à utiliser les matrices.
Il fut le premier à montrer, en 1873, qu'une constante naturelle de l'analyse, en l'occurrence le nombre e, base des logarithmes naturels, est transcendant. Ses méthodes furent ensuite étendues par Ferdinand von Lindemann pour prouver la transcendance de π (1882).

## Biographie
Charles Hermite naît le 24 décembre 1822 à Dieuze, en Lorraine. Il est le sixième d'une famille de sept enfants. Son père, Ferdinand Hermite, d'abord ingénieur dans une entreprise de salines, s’était tourné vers le négoce du drap après son mariage avec Madeleine Lallemand, fille d'un marchand dans cette branche. En 1828, la famille Hermite déménage à Nancy. Le jeune Charles Hermite souffre d'une malformation au pied droit, qui le handicape dans ses déplacements.
Il étudie d'abord au collège royal de Nancy, jusqu'en troisième, puis, à Paris, tout d'abord au collège royal Henri IV, pour les classes de seconde (où il a comme professeur de physique César Despretz) et de rhétorique, puis à partir de 1840 au collège royal Louis le Grand en classe de mathématiques spéciales (sans avoir passé les épreuves des baccalauréats). Il a en particulier comme professeur Louis Richard (ancien professeur d'Évariste Galois) qui reconnaît sa valeur mathématique et l'encourage à lire des ouvrages d'Euler, de Lagrange, de Gauss. Hermite publie alors ses premiers articles de recherches dans les Nouvelles annales de mathématiques.
Après une première tentative infructueuse, il est admis à l'École polytechnique en 1842, mais est déclaré impropre à entrer dans les services et rayé des contrôles le 1er janvier 1843 (décision ministérielle du 13 décembre 1842). Après contestation de ses parents, il est réadmis par décision ministérielle du 9 février 1843, mais il ne retourne pas à l'école à la rentrée 1843 et est rayé de l'effectif au 1er janvier 1844 comme démissionnaire. Dès ce moment, il entre en relation avec des mathématiciens importants, comme Joseph Liouville ou, par lettres, Carl Gustav Jakob Jacobi, à qui il communique ses recherches sur les fonctions abéliennes, puis sur la théorie des nombres. Afin de pouvoir accéder à une carrière dans l'enseignement, il passe le 1er juillet 1847 les épreuves du baccalauréat ès lettres avec des résultats faibles ou passables mais une mention finale assez bien,. Le 12 juillet suivant, il passe les épreuves du baccalauréat ès sciences mathématiques, devant un jury de la faculté des sciences de Paris composé des professeurs César Despretz et Charles Sturm et de l'agrégé Joseph Bertrand, jury qui l'admet au grade avec deux boules blanches pour les mathématiques et une boule rouge pour les sciences physiques. Le 9 mai 1848, il passe avec succès les épreuves de la licence ès sciences mathématiques.
En juin 1848 il est chargé provisoirement du cours de mathématiques au collège de France, en remplacement de Guillaume Libri en fuite. En juillet de la même année il est nommé examinateur temporaire d'admission à l'École polytechnique, et le 12 décembre on le nomme également répétiteur adjoint d'analyse (auprès des professeurs Sturm et Duhamel). Le 30 octobre de cette année il avait épousé à Rennes la fille du médecin Alexandre Bertrand, sœur de l'archéologue Alexandre Bertrand et du mathématicien Joseph Bertrand ; ils auront deux filles. En 1851 Libri est officiellement démis de ses fonctions aux collège de France et la chaire est attribuée à Liouville (candidat contre Cauchy, Hermite ne fut pas candidat).
Cette même année Hermite candidate pour la première fois à l'académie des sciences (place de Libri), mais n'obtient qu'une seule voix. En 1853 il quitte ses fonctions de répétiteur adjoint, il n'occupe plus alors que les fonctions d'examinateur d'admission.
En 1856, il contracte la variole. Son ami Cauchy, en lui transmettant ses propres convictions religieuses, l'aura beaucoup aidé à surmonter cette épreuve. Invité par lui à la 1re réunion qui a jeté les bases de la fondation de L'Œuvre des Écoles d'Orient, plus connue actuellement sous le nom de L’Œuvre d’Orient, il est présent le 4 avril 1856. Le 14 juillet de la même année (après une seconde candidature infructueuse en avril face à son beau-frère Joseph Bertrand), il est élu à l'Académie des sciences en remplacement de Jacques Binet (il en sera président en 1890).
Pendant cette période, Hermite travaille sur les formes quadratiques, les équations algébriques, les fonctions complexes (elliptiques, abéliennes, modulaires). Il donne en particulier une démonstration des théorèmes de Sturm et de Cauchy sur le nombre de racines d'une équation algébrique et montre comment résoudre une équation du 5e degré à l'aide de fonctions elliptiques.
Ce n'est qu'en 1862, à près de 40 ans, que sa carrière académique évolue. Louis Pasteur obtient pour lui la création d'une troisième maitrise de conférences à l'École normale supérieure. L'année suivante, à l’École polytechnique, il quitte ses fonctions d'examinateur d'admission pour devenir examinateur permanent des élèves (6 mai 1863 en remplacement de Mathieu démissionnaire. Manheim le remplace comme examinateur d'admission). En 1869 il succède à Jean-Marie Duhamel à la fois comme professeur d'analyse à l'École polytechnique et comme professeur titulaire de la chaire d'algèbre supérieure de la Faculté des sciences de Paris le 18 mai 1870 (après un an comme suppléant puis chargé de cours) (Pierre-Ossian Bonnet lui succède à l’École normale supérieure et comme examinateur des élèves à l’École polytechnique). Ses travaux s'orientent à cette période vers l'analyse, intégrales eulériennes, équations différentielles, fractions continues algébriques, etc. En 1873, il démontre que la base des logarithmes népériens, e, est un nombre transcendant (c'est-à-dire n'est solution d'aucune équation algébrique). En novembre 1876 il quitte son poste de professeur à l’École polytechnique, Camille Jordan lui succède. Il prend sa retraite à la faculté en 1897, c'est son gendre Émile Picard qui lui succède.
En 1898, il fut, comme son successeur, antidreyfusard.
Il fut aussi associé-correspondant de l'Académie de Stanislas.
Ses deux filles épousèrent respectivement le mathématicien Émile Picard et l'ingénieur Georges Forestier. Hermite se trouvait en fait au sein d'un réseau familial incluant de nombreux scientifiques, écrivains et artistes. Émile Picard, Paul Appell, Henri Poincaré et bien d’autres mathématiciens ont suivi ses enseignements.
La plupart de ses œuvres ont été rassemblées et publiées après sa mort par son gendre Émile Picard.

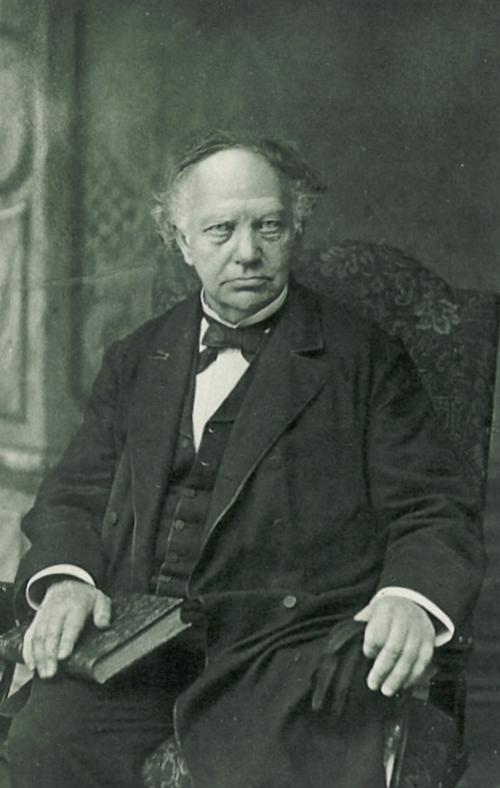
Charles Hermite en 1887.

Hermite entretint d'abondantes correspondances avec un vaste réseau international de mathématiciens, comme Gösta Mittag-Leffler, James Sylvester, Angelo Genocchi, Carl Jacobi ou Matias Lerch.

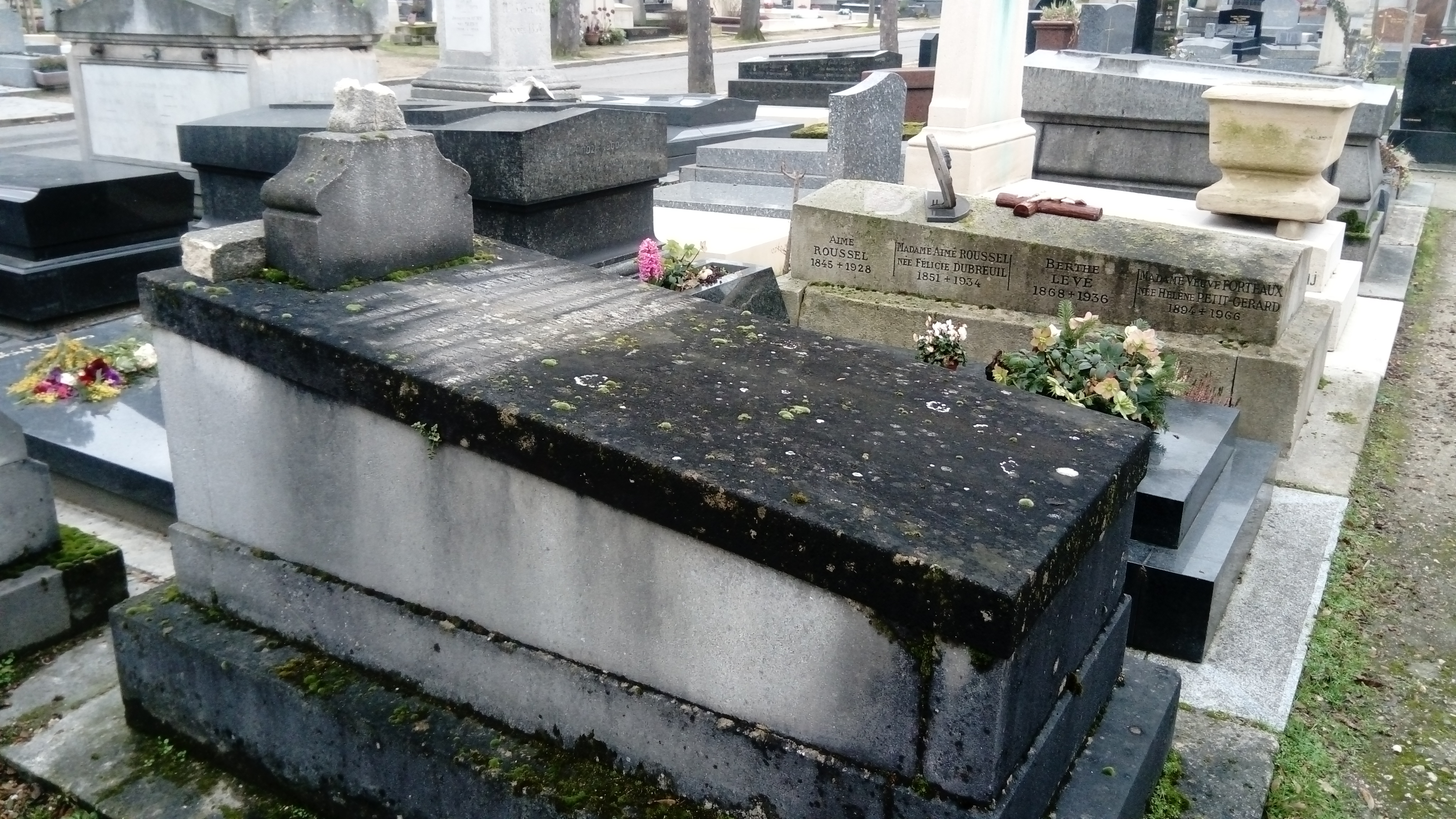
Tombe de Charles Hermite.

Il meurt le 14 janvier 1901 à son domicile, 2 rue de la Sorbonne dans le 5e arrondissement de Paris, et repose au cimetière du Montparnasse (division 6).
Sa correspondance avec Stieltjes sera publiée en 1903.

## Distinctions

### Décorations
- Grand officier de la Légion d'honneur
- Commandeur grand-croix de l'Ordre royal de l'Étoile polaire de Suède[15]
- Pour le Mérite

## Conception des mathématiques
Hermite a souvent été présenté comme un représentant du platonisme mathématique, à cause de phrases comme :
« Je vous ferais bondir, si j'osais vous avouer que je n'admets aucune solution de continuité, aucune coupure entre les mathématiques et la physique, et que les nombres entiers me semblent exister en dehors de nous et en s'imposant avec la même nécessité, la même fatalité que le sodium, le potassium, etc. »
Henri Poincaré le décrit d'ailleurs ainsi dans son célèbre article opposant pragmatistes et cantoriens en mathématiques : « Je n'ai jamais connu de mathématicien plus réaliste, au sens platonicien, qu'Hermite ».
Hermite ne s'intéressait pas à la philosophie mathématique, mais sa correspondance en particulier contient de nombreuses indications sur ses conceptions de la recherche mathématique et de ses objets.
Elles montrent qu'Hermite n'est pas tant platonicien qu'opposé à l'idée que le mathématicien crée librement des objets à son gré (une idée exprimée par le mathématicien Richard Dedekind par exemple). Pour Hermite, les mathématiques sont comme les sciences naturelles, elles doivent reposer sur une observation approfondie, soutenue par des calculs, des propriétés des fonctions ou des nombres. Hermite s'oppose par exemple à l'idée de géométrie non euclidienne, en tant qu'elle serait définie a priori par des axiomes, ou encore à l'usage d'un vocabulaire qu'il trouve trop imagé, comme « les points à l'infini » en géométrie projective, car pour lui cette terminologie masque une simple et précise propriété analytique.
Il s'oppose aussi aux recherches de fondements trop contraignants (comme le programme d'arithmétisation de Leopold Kronecker qui, à la fin de sa vie, voulait réduire toutes les mathématiques à des opérations portant sur les entiers positifs) ; pour Hermite, elles ne respectent pas le développement naturel, historique, des mathématiques. Sa vision de la nature de ce développement est confortée par ses fortes convictions religieuses. À l'inverse, il peut être émerveillé par les aspects nouveaux des fonctions discontinues découverts à son époque.
De manière cohérente, Hermite voit le travail du mathématicien comme proche de celui du naturaliste : récolter des exemples, les comparer et les observer, les classer.
Plusieurs de ses positions sont d'ailleurs partagées par ses correspondants, comme Thomas Stieltjes ou Leo Königsberger. Hermite approuve par exemple une phrase de Königsberger : « Il me semble que la tâche principale, actuellement, de même que pour l’histoire naturelle descriptive, consiste à amasser le plus possible de matériaux, et à découvrir des principes en classant et décrivant ces matériaux ».

### Œuvres et correspondance d'Hermite
- Œuvres de Charles Hermite, éd. Émile Picard, 4 vols, Paris: Gauthier-Villars, 1905-1917. sur Gallica Tome 1, Tome 2, Tome 3, Tome 4
- Correspondance d’Hermite et de Stieltjes, éd. B. Baillaud et H. Bourget, 2 vols, Paris: Gauthier-Villars, 1905. sur Gallica Tome 1, Tome 2
- Lettres de Charles Hermite à Gösta Mittag-Leffler (1874-1883), Cahiers du séminaire d'histoire des mathématiques 5 (1984), 49-285.
- Lettres de Charles Hermite à Gösta Mittag-Leffler (1884-1891), Cahiers du séminaire d'histoire des mathématiques 6 (1985), 79-217.
- Lettres de Charles Hermite à Gösta Mittag-Leffler (1892-1900), Cahiers du séminaire d'histoire des mathématiques 10 (1989), 1-82.
- E P Ozhigova, Les lettres de Ch. Hermite à A Markov, 1885-1899, Revue d'histoire des sciences 20 (1967), 2-32.
- Le Lettere di Charles Hermite a Angelo Genocchi (1868–1887), ed. G. Michelacci, Quaderni matematci II s., 546, Trieste: Dipartimento di scienze matematiche, 2003.

### Études sur Hermite
- (en) Thomas Archibald, « Charles Hermite and German mathematics in France », in Mathematics Unbound: the evolution of an international mathematical research community, 1800–1945, eds. Karen Hunger Parshall, A. Rice, History of Mathematics 23, Providence, RI : AMS, 2002, p. 123–137.
- Claude Brezinski, Charles Hermite : père de l'analyse mathématique moderne, Paris, Société française d'histoire des sciences et des techniques : Belin, coll. « Cahiers d'histoire et de philosophie des sciences » (no 32), 1990, 81 p. (OCLC 491393425).
- Bruno Belhoste, « Autour d'un mémoire inédit : la contribution d'Hermite au développement de la théorie des fonctions elliptiques », Revue d'histoire des mathématiques, vol. 2, no 1,‎ 1996, p. 1-66.
- (en) Catherine Goldstein, « The Hermitian Form of Reading the Disquisitiones », in The Shaping of Arithmetic, éd. C. Goldstein, N. Schappacher et J. Schwermer (de), Berlin, New York: Springer, 2007, p. 377-410.
- Catherine Goldstein, « Un arithméticien contre l’arithmétisation : les principes de Charles Hermite », in D. Flament et P. Nabonnand (dir.), Justifier en mathématiques, Paris:, MSH, 2011, p. 129-165.
- (en) Catherine Goldstein, « Charles Hermite's Stroll through the Galois fields, », Revue d'histoire des mathématiques, vol. 17,‎ 2011, p. 211-270.
- (ru) Elena Petrovna Ozhigova, Charles Hermite : 1822-1901 Leningrad: Nauka, 1982.
- Michel Serfati, Fragments d'histoire des mathématiques: sur l'histoire des nombres irrationnels et transcendants aux XVIIIe et XIXe siècles. Quadrature du cercle, fractions continues et autres contes, Paris: APMEP, 1996.

## Hermitien
Portent notamment son nom :

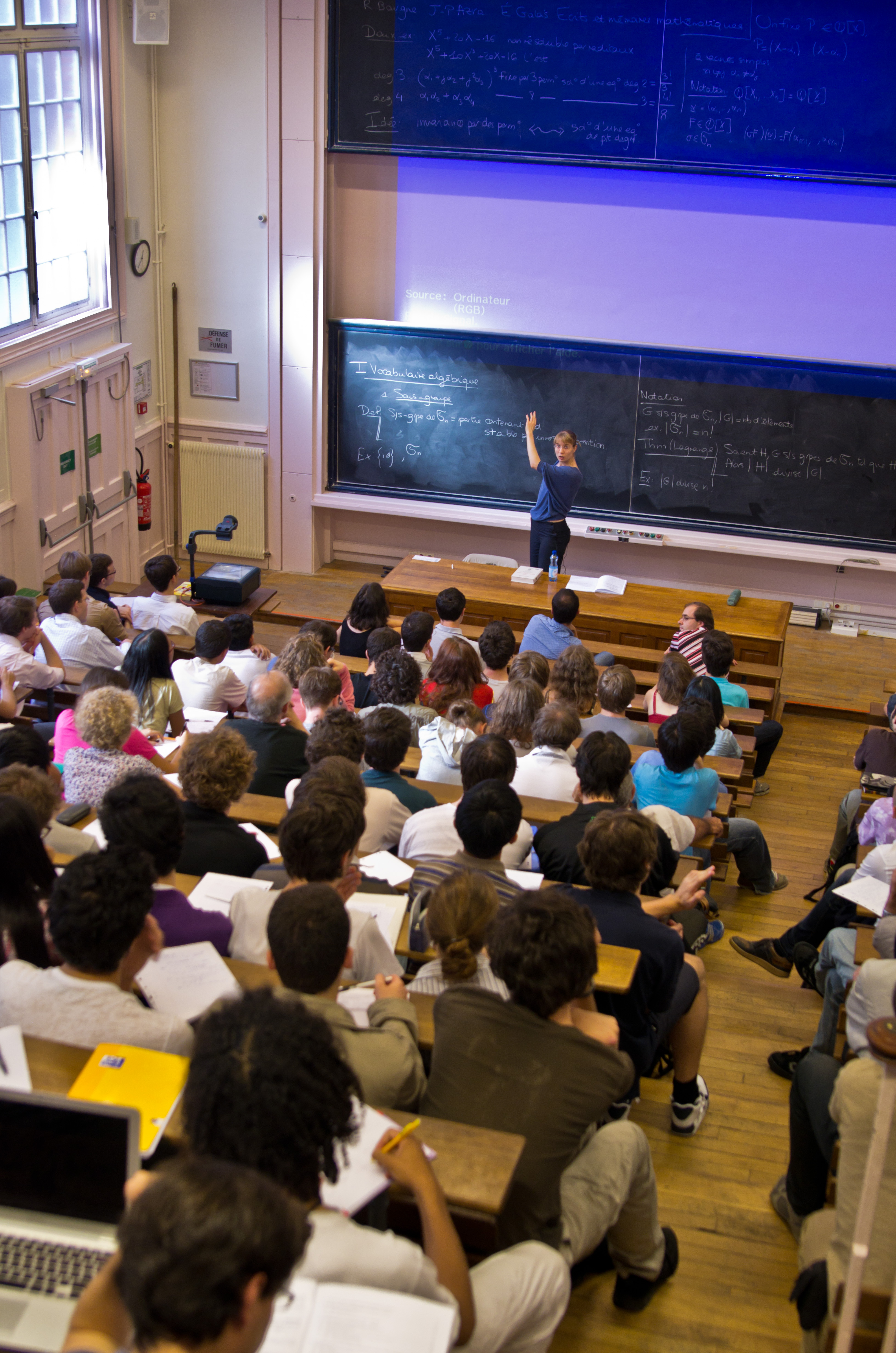
Amphitéâtre Hermite à l'IHP.

- des entités mathématiques hermitiennes, dont les polynômes d'Hermite, les formes hermitiennes, l'espace hermitien, les matrices hermitiennes, le théorème d'Hermite-Lindemann.
- le Centre Charles-Hermite à Nancy, Centre de calcul de la région Lorraine[21], créé en 1994, comptait alors parmi les plus puissants au monde selon l'INRIA. Ce centre a été fermé depuis.
- la fédération Charles Hermite[22] est une fédération de recherche qui regroupe des membres de quatre laboratoires lorrains sur les thématiques de l'automatique, l'informatique et les mathématiques.
- le cratère Hermite porte son nom sur la Lune.
- l'astéroïde (24998) Hermite.
- des rues ou autres artères à Paris (rue Charles-Hermite), Metz, Nancy, (rue Hermite), Dieuze, Manom.
- des collèges et lycées à Paris (Charles Hermite-Camille Jenatzy), Dieuze, Thionville.
- une porte avec sa représentation en bas-relief à la Sorbonne.
- des amphithéâtres à l'Institut Henri-Poincaré, à l'université Pierre-et-Marie-Curie, à l'université de Metz (université Paul-Verlaine).
- le square Charles-Hermite à Paris.

#### Bases de données et dictionnaires
- Ressources relatives à la recherche :   - La France savante
  - Isidore
  - Mathematics Genealogy Project
  - Scopus
- Ressource relative à la vie publique :   - base Léonore
- Notices dans des dictionnaires ou encyclopédies généralistes :   - Britannica
  - Brockhaus
  - Den Store Danske Encyklopædi
  - Deutsche Biographie
  - Enciclopedia italiana
  - Gran Enciclopèdia Catalana
  - Hrvatska Enciklopedija
  - Internetowa encyklopedia PWN
  - Nationalencyklopedin
  - Proleksis enciklopedija
  - Store norske leksikon
  - Treccani
  - Universalis
- Notices d'autorité :   - VIAF
  - ISNI
  - BnF (données)
  - IdRef
  - LCCN
  - GND
  - Italie
  - CiNii
  - Belgique
  - Pays-Bas
  - Pologne
  - Israël
  - NUKAT
  - Catalogne
  - Suède
  - Norvège
  - Tchéquie
  - Portugal